# Bremen (Ohio)
Pour les articles homonymes, voir Bremen.
Bremen est un village américain situé dans le comté de Fairfield, dans l'Ohio. Selon le recensement de 2010, sa population est de 1 425 habitants.